# Babiyal
Babiyal là một thị trấn thống kê (census town) của quận Ambala thuộc bang Haryana, Ấn Độ.

## Nhân khẩu
Theo điều tra dân số năm 2001 của Ấn Độ, Babiyal có dân số 21.650 người. Phái nam chiếm 52% tổng số dân và phái nữ chiếm 48%. Babiyal có tỷ lệ 73% biết đọc biết viết, cao hơn tỷ lệ trung bình toàn quốc là 59,5%: tỷ lệ cho phái nam là 78%, và tỷ lệ cho phái nữ là 68%. Tại Babiyal, 12% dân số nhỏ hơn 6 tuổi.